# Brian Dzingai
Brian Dzingai (Harare, 29 aprile 1981) è un ex velocista zimbabwese. Ha rappresentato il proprio paese in due occasioni dei Giochi olimpici a Atene 2004 e Pechino 2008. In Cina, è stato portabandiera della delegazione nel corso della cerimonia d'apertura della manifestazione.

## Palmarès
| Anno | Manifestazione          | Sede       | Evento      | Risultato        | Prestazione | Note             |
| ---- | ----------------------- | ---------- | ----------- | ---------------- | ----------- | ---------------- |
| 2002 | Giochi del Commonwealth | Manchester | 100 m piani | Semifinale       | 10"59       |                  |
| 2002 | Giochi del Commonwealth | Manchester | 200 m piani | Quarti di finale | 21"31       |                  |
| 2003 | Mondiali                | Parigi     | 200 m piani | Batteria         | 20"96       |                  |
| 2004 | Giochi olimpici         | Atene      | 200 m piani | Quarti di finale | 20"87       |                  |
| 2005 | Mondiali                | Helsinki   | 200 m piani | Quarti di finale | 22"32       |                  |
| 2005 | Mondiali                | Helsinki   | 4 × 400 m   | Batteria         | 3'08"26     |                  |
| 2006 | Africani                | Bambous    | 200 m piani | 6º               | 21"24       |                  |
| 2007 | Giochi panafricani      | Algeri     | 100 m piani | Semifinale       | 10"54       |                  |
| 2007 | Giochi panafricani      | Algeri     | 200 m piani | Batteria         | 20"95       |                  |
| 2007 | Giochi panafricani      | Algeri     | 4 × 100 m   | Bronzo           | 39"16       | Record nazionale |
| 2007 | Mondiali                | Osaka      | 200 m piani | Semifinale       | 20"45       |                  |
| 2008 | Giochi olimpici         | Pechino    | 200 m piani | 4º               | 20"22       |                  |
| 2009 | Mondiali                | Berlino    | 200 m piani | Quarti di finale | dnf         |                  |
| 2012 | Africani                | Porto-Novo | 200 m piani | Batteria         | 21"74       |                  |